# Maysville (Iowa)
Pour les articles homonymes, voir Maysville.
Maysville est une ville du comté de Scott, en Iowa, aux États-Unis. Elle est incorporée le 21 juin 1909.

## Source de la traduction
- (en) Cet article est partiellement ou en totalité issu de l’article de Wikipédia en anglais intitulé « Maysville, Iowa » (voir la liste des auteurs).